# رحمون عبد الحميد
رحمون عبد الحميد عالم جزائري (1920م فيض البطمة-18 جمادى الثانية 1393هـ/18 جويلية 1973م فيض البطمة ولاية الجلفة) تلقى مبادئ العلوم و حفظ القرآن الكريم في سن مبكرة على يد والده الشيخ الأخضر بن خليف ثم واصل دراسته بالزاوية المختارية باولاد جلال فبرز في علم الفلك حتى سمي بالسنوسي الصغير و درس البلاغة، التاريخ، الحساب و علم الفرائض و عين إمام في اواخر الستينات بمسجد المجاهد ببلدية فيض البطمة.

## نشأته
هو أبو عبد الرحمان عبد الحميد بن الشيخ لخضر بن خليف ولد سنة 1920م بفيض البطمة ولقد نشأ وترعرع في عائلة عريقة في النسب ميسورة الحال، متدينة ومستمسكة بالأخلاق والعلم والأدب.
حفظ القرآن الكريم وتلقى مبادئ العلوم الدينية على يد والده وخاله الشيخ محمد الصغير، ثم انتقل إلى الزاوية المختارية بأولاد جلال حيث واصل دراسته العليا وتعمق في العلوم الدينية وعلوم أخرى كالمنطق والأدب والتاريخ والفلك ومن حفظةِ ألفية ابن مالك القلائل جداًعن ظهر قلب .
وقد أخذ العلم على فطاحل جهابذ من امثال الشيخ بولنوار بن حبوب والشيخ عبد الله العابد وأخيه محمد العابد وعبد الله بن مصطفى بن قويدر والشيخ نعيم النعيمي (ببسكرة) . ولماعاد مزوّدا بثمار العلم والمعرفة .
ورجع ممتلئ الوطاب إلى موطنه طلبه الشيخ محمد بن عزوز شيخ زاوية أقلال (بويرة الأحداب حاليا) بوساطة وترشيح من الشيخ بن عزوز القاسمي حيث أقام بها خمس سنوات مربيا ومدرساً والّف كتبا منها: شرح في النحو ذومستوى عالٍ بشواهد من الألفية لازال مخطوطاً لحد الآن منذ أواخر الأربعينيات إلى جانب مخطوطات أخرى منها شرحه منظومة(المبتهجة) للشيخ مصطفى البكري وبحوث وفتاوى فقهية.
وفي سنة 1950 انتقل إلى زاوية الشيخ سيدي عبد الرحمان النعاس بدار الشيوخ بطلب من شيخها و جماعته وبإذنٍ من شيخه الروحي عبد الحميد مختاري فاستقر بها فترة طويلة نحو خمسة عشر عاماً كان فيها الإمام المرشد والمدرس المربي والواعظ الملهم والمفتي والمصلح وكانت حلقاته منظمة على حسب المستويات بالزاوية وبمنزله ، وكان من تواضعه أنه يعرف (بطالب العلم) وأبناؤه بأبناء طالب العلم وهو لقب اختاره لنفسه. 
وتكاد جميع المواد العلمية التي تدرس في الزاويا يقوم بتدريسها لطلبته من فقه وتفسير ونحو وصرف وعلم الفرائض وحديث وسيرة . وقد أشار أحد تلامذته (عثمان سبخاوي) إلى بعضها في قصيد ملحون سنة 1964 :
إلى جانب ذلك ساهم بنضاله في الثورة التحريرية كالدعاية بنجاح وانتصار المجاهدين في الداخل والسياسيين بالخارج في المحافل الدولية والعمل على تثبيط عزيمة العدو من جهة أخرى .
وللإشارة بالمناسبة فإن القائد زيان عاشور يعد تلميذاً له في الأربعينيات بأولاد جلال وكان على اتصال به كما أوصى أيضاً به خيراً الرائد عمر إدريس (سي فيصل) ،ونلاحظ بأن صورة القائد (زيان) النادرة سلمت لمتحف المجاهد مؤخراً مقابل شهادة شرفية والتي قدمها إبنه عبد الرحمان. 
وقد أسندت له مَهمّة الفتوى من قبل الجيش لكفاءاته العلمية وولائه للوطن. 
وبعد الاستقلال عرض عليه التفتيش في التربية غير أنه بإشارة من أبيه رفض واكتفى بوظيفة الإمامة التي نال فيها درجة الامتياز الأولى في عهد مولود قاسم.
وقد استقر في أواخر حياته بفيض البطمة معلما وناصحا ومصلحا إلى أن وافته المنية وهو يؤدي واجبه الديني عصر الأربعاء 18 جمادى الثانية 1393هـ الموافق لـ 18 جويلية 1973 ودفن بجوار والده الشيخ الاخضر بمقبرة فيض البطمة فتغمّده الله بواسع رحمته وفسيح جنانه .
هذا وقد تخرج على يديه العديد من الطلبة الناجحين الذين هم إطارات في ميادين الشؤون الدينية والتربية والقضاء و…
وكانت له صلات كثيرة بعلماء جزائريين ومشارقة من الأزهر و السعودية و سوريا إلى جانب مراسلات لأحد القساوسة بالجزائر (القديس قسطنطين جورج ترتر) الداعي للعمل من أجل اتّحاد المسيحيين والمسلمين .
أشرف في أواخر الستينيات على تكوين الأئمة بمسجد بن معطار حضرها الكثير من المشائخ أمثال معمّر حاشي والعسّالي حاشي وأحمد الصغير صادقي ومحمّد باكرية وعامر محفوظي وأحيانا الشيخ عطية مسعودي إلى جانب عدد كبير من الطلبة من مختلف نواحي الجلفة.